# Kasselaid
Kasselaid ist eine estnische Insel in der Ostsee.
Kasselaid befindet sich östlich der sehr viel größeren Nachbarinsel Abruka. Kasselaids schmale Halbinseln sind Esisäär und Tagasäär.
Die Insel gehört verwaltungsmäßig zur Landgemeinde Saaremaa (Kreis Saare). Sie ist unbewohnt. Im Sommer wird Kasselaid als Weideland für Schafe genutzt.